# Sandkulla järnvägsstation

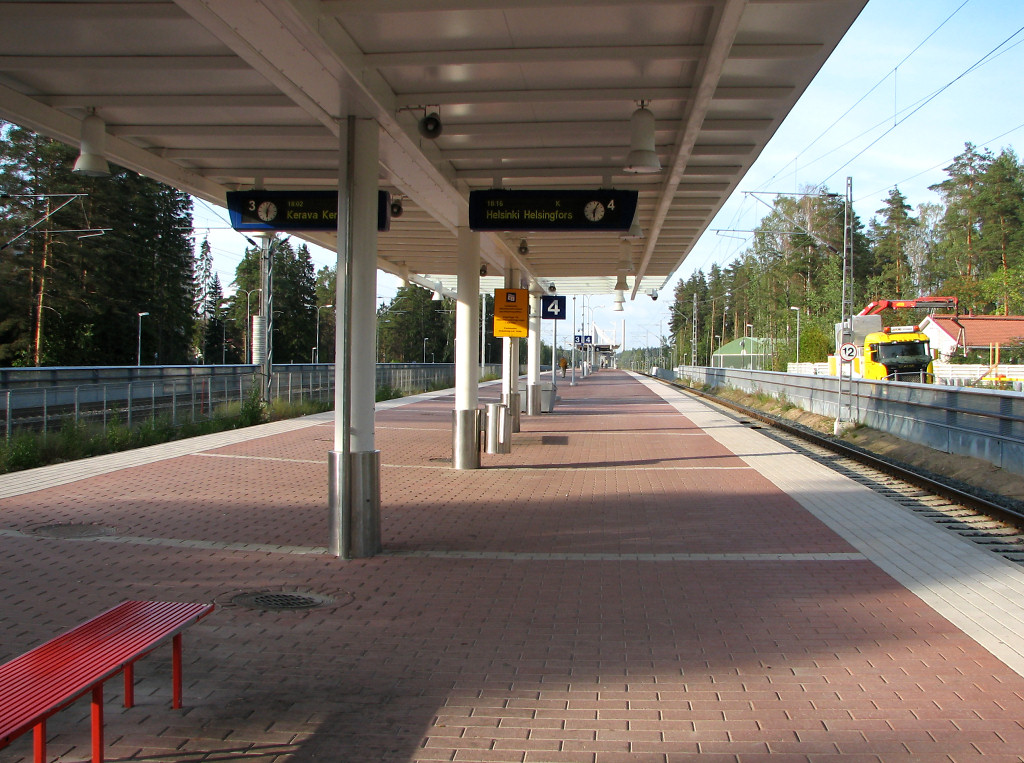
Sandkulla järnvägsstation i Vanda.

Sandkulla järnvägsstation är en järnvägsstation på Kervo stadsbana i Vanda i stadsdelen Sandkulla. Järnvägsstationen ligger cirka 17 kilometer norr om Helsingfors centralstation, mellan stationerna Dickursby och Björkby. Vid stationen stannar huvudstadsregionens närtrafiks närtåg K (Helsingfors-Kervo) och T (Helsingfors-Riihimäki). Sedan Ringbanans öppnande i juli 2015 trafikeras stationen även av linjerna I och P.